# Narduroides
Narduroides é um género botânico pertencente à família Poaceae.